# Кога, Аой
Аой Кога (яп. 古賀 葵 Кога Аой, род. 24 августа 1993 года, префектура Сага, Япония) — японская сэйю. Лауреат премии Seiyu Awards в категории «Лучшая главная женская роль» (2020). 

## Биография
Аой Кога родилась 24 августа 1993 года в префектуре Сага. Начала интересоваться аниме с самого детства, когда смотрела такие аниме-сериалы, как Cardcaptor Sakura и Magical DoReMi. Впервые Кога заинтересовалась профессией актрисы озвучивания (сэйю) после просмотра телепрограммы Okaasan to Issho, в которой ей понравились эпизоды с куклами. Это вызвало у неё желание «подружиться с куклами» и, наряду с её интересом к аниме, поспособствовало принятию решения начать карьеру в сфере индустрии развлечений.
Стремясь стать сэйю, Кога брала уроки актёрского мастерства в профессиональной школе озвучивания в Фукуоке. Затем она поступила в подготовительную школу агентства 81 Produce, с котором после окончания обучения заключила контракт. Её первой отмеченной в титрах ролью стала безымянная женщина в аниме-сериале Rokka no Yuusha. В 2017 году Кога получила роль Соры Канэсиро в Tenshi no 3P! и в составе трио Baby’s Breath, состоящего из сэйю Юко Оно и Юрики Эндо, исполнила открывающую и закрывающую музыкальные темы аниме-сериала. Позже она была выбрана на роль Юри Мияты в аниме-сериале Two Car, в рамках которого совместно с Void_Chords и Айми Танакой исполнила закрывающую тему «Angelica Wind».
В 2019 году Кога была утверждена на роль Кагуи Синомии в аниме-адаптации манги «Госпожа Кагуя: В любви как на войне», сюжет которой на 2022 год был адаптирован в формат сериала, состоящего из трёх сезонов, и продолжающего его сюжет полнометражного фильма. В 2019 году сыграла эпизодическую роль сотрудницы кинотеатра в одноимённой живой экранизации манги. Также Кога озвучила Паймон из компьютерной игры Genshin Impact (2020) и Сёко Коми из аниме-сериала Komi Can’t Communicate (2021).
В марте 2020 года Когу наградили премией Seiyu Awards в категории «Лучшая главная женская роль». Дважды, в 2020 году и октябре 2022 года, она получала премию журнала Newtype как лучшая актриса озвучивания.

## Избранная фильмография

### Аниме-сериалы
2015
- Jewelpet: Magical Change — Мидзорэ[14]
- Owarimonogatari — одноклассница[14]
- Rokka no Yuusha — женщина[2][14]
- Sakurako-san no Ashimoto ni wa Shitai ga Umatteiru — Мари[14]

2016
- Aikatsu Stars! — Айри Амэмия, Уми Кайяма, Юри Асида[14]
- JoJo’s Bizarre Adventure: Diamond Is Unbreakable — Акэми[9]
- Kiznaiver — ученица[14]
- Naria Girls — Ханаби
- Shonen Ashibe GO! GO! Goma-chan — Юмико-тян[14]
- «Бейблэйд Бёрст» — Момоко Оги[14]
- «Я — Сакамото, а что?» — школьница[14]

2017
- Beyblade Burst God — Хани Гутен[9]
- Tenshi no 3P! — Сора Канэсиро[4]
- Two Car — Юри Мията[5]

2018
- Zombie Land Saga — Мариа Амабуки

2019
- A Certain Scientific Accelerator — Нару[15]
- Fairy Gone — Тима[14]
- Kemono Michi: Rise Up — Церис
- The Demon Girl Next Door — леди с собачкой
- The Hero is Overpowered but Overly Cautious — Элулу[16]
- The Magnificent Kotobuki — Бетти[17]
- Wise Man’s Grandchild — Кристина Хайден[14]
- «Госпожа Кагуя: В любви как на войне» — Кагуя Синомия[7]
- «Истребитель демонов» — Рокута Камадо[9]

2020
- Dokyu Hentai HxEros — Тия Хоя
- Koisuru Asteroid — Саюри Ибэ
- To Aru Kagaku no Railgun T — Нару
- «Госпожа Кагуя: В любви как на войне?» — Кагуя Синомия

2021
- 180-Byo de Kimi no Mimi o Shiawase ni Dekiru ka? — Канако[18]
- Bokutachi no Remake — Аки Сино[19]
- Build Divide -#00000 (Code Black)- — Хиёри Тори[20]
- Full Dive: This Ultimate Next-Gen Full Dive RPG Is Even Shittier than Real Life! — Каэдэ Юки[21]
- How Not to Summon a Demon Lord Ω — Роуз[22]
- Komi Can’t Communicate — Сёко Коми[10]
- My Senpai Is Annoying — Мона Цукисиро[23]
- Zombie Land Saga Revenge — Мариа Амабуки
- «Голубой период» — Ямамото[24]

2022
- Beast Tamer — Мина
- Build Divide -#00000 (Code White)- — Хиёри Тори
- In the Heart of Kunoichi Tsubaki — Адзисаи[25]
- Shine Post — Наталья[26]
- To Your Eternity 2nd Season — Покуа[27]
- «Госпожа Кагуя: В любви как на войне — Ультраромантика» — Кагуя Синомия

2023
- 16bit Sensation: Another Layer — Коноха Акисато[28]
- Dekoboko Majo no Oyako Jijo — Алисса[29]
- Girlfriend, Girlfriend (второй сезон) — Риса Хосидзаки[30]
- Mashle — Лав Кьют[31]
- Soaring Sky! Pretty Cure — Эль[32]
- You Were Experienced, I Was Not: Our Dating Story — Мариа Куросэ[33]
- «Синдуальность: Нуар» — Нуар[34]

2024
- Fate/strange Fake — Цубаки Куруока[35]
- Gushing over Magical Girls — Киви Арага/Леопард[36]
- Let This Grieving Soul Retire! — Люсия Рожье[37]
- Quality Assurance in Another World — Киносита[38]
- Sasayaku You ni Koi wo Utau — Мики Мидзугути[39]
- «Синдуальность: Нуар» (вторая часть) — Нуар, Мистэр[40]

2025
- Dealing with Mikadono Sisters Is a Breeze — Нико Микадоно[41]
- Flower and Asura — Сянлин[42]
- From Bureaucrat to Villainess — Лукас Вьерж[43]
- I May Be a Guild Receptionist, But I’ll Solo Any Boss to Clock Out on Time — Лулули Эшфорд[44]
- I’m a Noble on the Brink of Ruin, So I Might as Well Try Mastering Magic — Флора[45]
- Kowloon Generic Romance — Яомай[46]
- Magic Maker — Брижит[47]
- Mono — Ан Кирияма[48]
- Muzik Tiger In the Forest — Вилли[49]
- To Your Eternity (третий сезон) — Айко[50]

2026
- Kanan-sama wa Akumade Choroi — Канан Такакиё[51]

### Аниме-фильмы
- 2021 — Princess Principal: Crown Handler (Chapter 1 и Chapter 2) — Энджи[52]
- 2022 — «Госпожа Кагуя: В любви как на войне — Первый поцелуй никогда не заканчивается» — Кагуя Синомия[53]
- 2023 — Fate/strange Fake: Whispers of Dawn — Цубаки Куруока[54]
- 2023 — Princess Principal: Crown Handler (Chapter 3) — Энджи
- 2024 — Omuro-ke (части Dear Sisters и Dear Friends) — Мисаки Такасаки[55]

### OVA/ONA
- 2021 — Cute Executive Officer — Новами[56]
- 2022 — Kakegurui Twin — Микура Садо[57]
- 2023 — Cute Executive Officer R — Новами[58]
- 2023 — «Скотт Пилигрим жмёт на газ» — Найвс Чау[59]

### Игровые фильмы
- 2019 — «Госпожа Кагуя: В любви как на войне» — сотрудница кинотеатра[8]

### Телесериалы
- 2021 — Voice: 110 Emergency Control Room 2 — Томоко Мурата[60]

### Промовидео
- 2020 — Toyota Raize — Луна[61]

### Компьютерные игры
2016
- Girls’ Frontline — FNP-9 и M950A

2019
- Code Vein — женский протагонист[9]
- Dragalia Lost — Кэтрин[9]
- Honkai Impact 3rd — Розалия Оленева

2020
- Dead or Alive Xtreme Venus Vacation — Лобелия
- Genshin Impact — Паймон[62]
- Granblue Fantasy — Мирей[63]

2021
- Action Taimanin — Ноа Браун
- Alchemy Stars — Пакт
- Azur Lane — Николосо да Рекко
- Cookie Run: Kingdom — Сладкая Печенька[9]
- Magia Record — Куш Ирина
- Maplestory — Лара

2022
- Fate/Grand Order — Кримхильда
- Heaven Burns Red — Тама Куними
- Path to Nowhere — Хелла
- Sword Art Online: Integral Factor — Саня
- The Legend of Heroes: Kuro no Kiseki II — Crimson Sin — Йольда[64]
- Xenoblade Chronicles 3 — Ино

2023
- Da Capo 5 — Како Ясака[65]
- Loop8: Summer of Gods — Итика[66]

2025
- Varlet — Эма Нома[67]

## Награды и номинации
| Год  | Награда               | Результат | Категория                    | Работа                                                               | Прим.  |
| ---- | --------------------- | --------- | ---------------------------- | -------------------------------------------------------------------- | ------ |
| 2020 | Anime Trending Awards | 2-е место | Лучшая актриса озвучивания   | Кагуя Синомия из аниме-сериала «Госпожа Кагуя: В любви как на войне» | [ 68 ] |
| 2020 | Newtype Anime Awards  | Победа    | Лучшая актриса озвучивания   | н/д                                                                  | [ 12 ] |
| 2020 | Seiyu Awards          | Победа    | Лучшая главная женская роль  | н/д                                                                  | [ 11 ] |
| 2021 | Reddit Anime Awards   | Победа    | Лучший сэйю (выбор зрителей) | Кагуя Синомия из аниме-сериала «Госпожа Кагуя: В любви как на войне» | [ 69 ] |
| 2022 | Newtype Anime Awards  | Победа    | Лучшая актриса озвучивания   | н/д                                                                  | [ 13 ] |
| 2023 | Anime Trending Awards | 5-е место | Лучшая актриса озвучивания   | Кагуя Синомия из аниме-сериала «Госпожа Кагуя: В любви как на войне» | [ 70 ] |